# ガス田
ガス田（ガスでん、英: natural gas field）とは、天然ガスを埋蔵または産出する地域のこと。大規模なガス田は、油田と同様にガスが地層の大規模な褶曲（背斜）構造に濃集することにより出来ることから、多くの場合、両者の分布は重複する。また、地下水に天然ガスが溶け込んだ水溶性天然ガス田もある。
陸地の下（地底）にも、深海を含む海底下にもある。

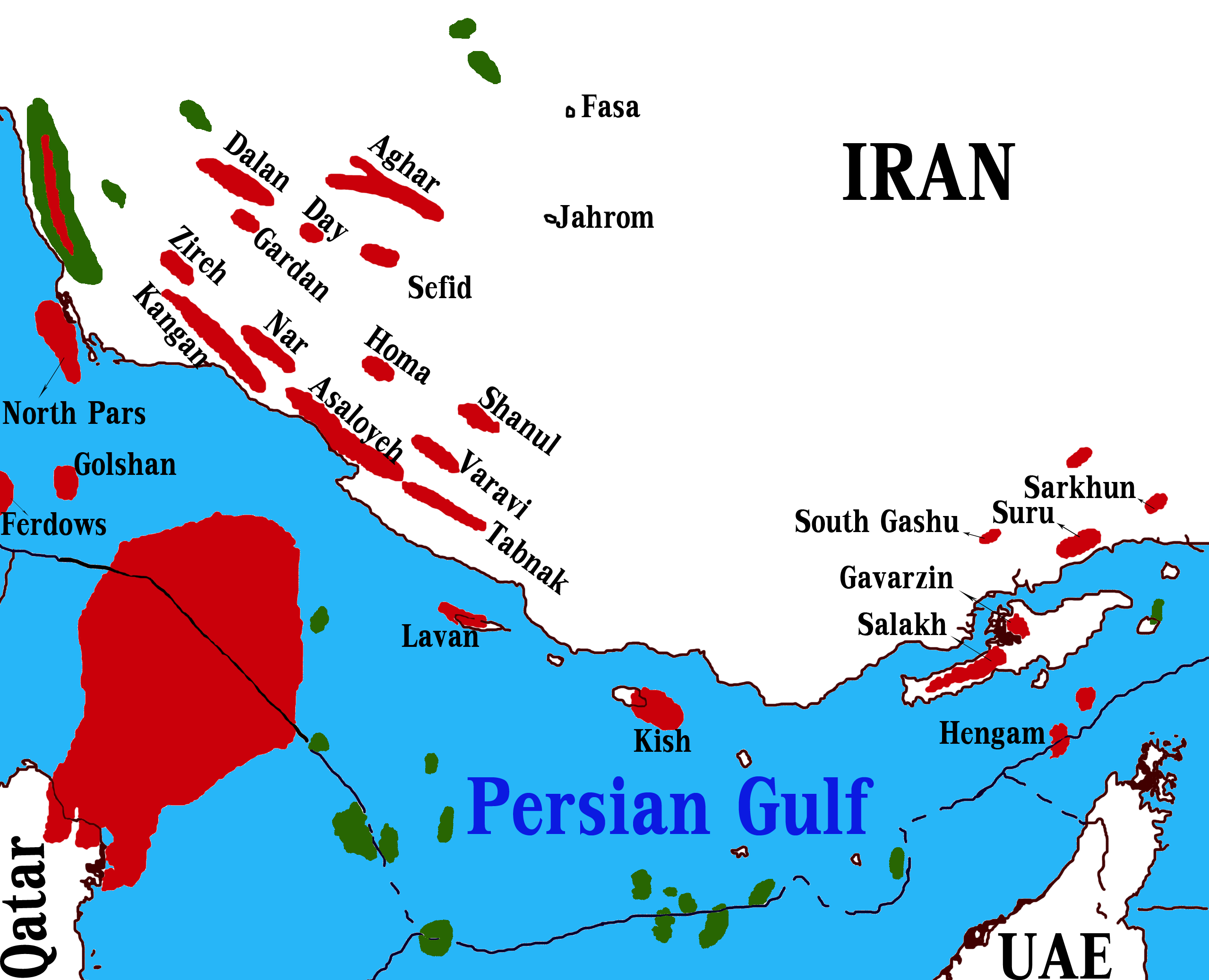
地図左の大きい赤部分がカタールのノースフィールドと、ペルシャ湾で隣接するイランのサウスパースガス田。

## 日本の天然ガス田
日本では新潟県、北海道、福島県、千葉県などにおいて天然ガスが生産されている。
水溶性ガス田である南関東ガス田（千葉県）では、かん水（水溶性ガスを含む地下水）から天然ガスと同時にヨウ素を生産しており、世界で有数のヨウ素生産地である。
南西諸島周辺では、中国との排他的経済水域を巡る争い（東シナ海ガス田問題）が生じている。

### 地盤沈下
水溶性ガス田は、地下100～1000m程度のかん水が特徴であり、汲み出すだけでガスを容易に分離することができるため、古くから採掘されてきた。1960年代の新潟平野では過剰な地下水の汲み上げがたたり、広い地域で地盤沈下が発生。農業用水路などが寸断するなどの被害が発生した。このため、汲み上げた地下水を再び地下に涵養するなどの対策方法の開発が講じられ、生産が行われている。南関東ガス田は豊富な埋蔵量を有するが地盤沈下を防ぐため、生産量は限られている。

## 主なガス田

### アジア
日本
- 勇払ガス田（北海道）
- 南長岡ガス田（新潟県）
- 片貝ガス田（新潟県）
- 岩船沖油ガス田（新潟県）
- 東新潟油ガス田（新潟県）
- 南関東ガス田（千葉県、埼玉県、茨城県、神奈川県、東京都。ただし環境規制のため現在採掘されているのは千葉県のみ）
- 焼津ガス田（静岡県）
- 磐城沖ガス田（福島県、操業停止）

 中国
- ダーゾウガス田
- スーリジガス田

 ベトナム
- バオファンガス田

 インドネシア
- タングーガス田
- マハカムガス田

 ブルネイ
- サウスウェスト・アンパ・ガス田
- フェアリー・ガス田
- フェアリー・バラム・ガス田
- マハラジャレラ・ジャマルララム・ガス田（Maharaja Lela/Jamalulalam）

 タジキスタン
- コムソモルスクガス田

 ウズベキスタン
- シュルタンガス田

 トルクメニスタン
- ガルキニシュガス田 (サウスイオロタンガス田)
- シャトリクガス田
- ドーレタバドガス田

 カザフスタン
- カラチャガナクガス田
- キジロイガス田

 アゼルバイジャン
- シャーデニスガス田

 イラン
- カンガンガス田
- キシュガス田
- ゴルシャンガス田
- サウスパースガス田
- ノースパースガス田

 イラク
- アカスガス田

 クウェート
- ドラガス田

 カタール
- ノース・フィールド （世界最大の可採埋蔵量）

 イスラエル
- タマルガス田（英語版）
- リヴァイアサンガス田

### アフリカ
アルジェリア
- ハッシ・ルメルガス田

 リビア
- カテイバガス田

 ナイジェリア
- ボシガス田

### ヨーロッパ
フランス
- ラックガス田

 オランダ
- フロニンゲンガス田

 ノルウェー
- トロールガス田

 ハンガリー
- マコガス田

 ロシア
- アストラハンスコエ・ガス田
- ウレンゴイ・ガス田
- コビクタ・ガス田
- ザポリアルノエ・ガス田
- サハリンプロジェクト
  - サハリン1
  - サハリン2
  - サハリン3（ロシア語版）
- シュトックマン・ガス田（英語版）
- ボナベンコ・ガス田
- ボバネンコフスコエ・ガス田
- メドベジエ・ガス田
- ヤンブルク・ガス田
- チャヤンダ・ガス田（英語版）

### 北アメリカ
カナダ
- プロボストガス田
- メディシンハットガス田

 アメリカ合衆国
- ヒューゴトンガス田

 トリニダード・トバゴ
- レッドマンゴーガス田

### 南アメリカ
ベネズエラ
- デルタナプラットフォームガス田

 エクアドル
- アミスタードガス田

 ペルー
- カミシーガス田

 ブラジル
- ジュピターガス田

### オセアニア
オーストラリア
- グレーターゴーゴンガス田
- ゲイロンガス田

 ニュージーランド
- マウイガス田